# Пожешка жупанија
Пожешка жупанија (лат. Comitatus Poseganus; мађ. Pozsega vármegye) је била жупанија, односно управна јединица Краљевине Угарске. Постојала је од почетка 13. до почетка 16. века и поново од средине 18. до почетка 20. века. Обухватала је шири простор Пожешке котлине, са суседним делом Посавине. Средиште жупаније био је град Пожега.
Током средњег века, Пожешка жупанија није припадала тадашњој Бановини Славонији, већ је убрајана међу угарске жупаније. Тек током 18. века, подручје Пожешке жупаније је укључено у просторни опсег појма Славоније. Од тог времена, Пожешка жупанија је сматрана једном од славонских  жупанија. У раздобљу од 1868. до 1918. године налазила се у саставу Краљевине Хрватске и Славоније.

## Историја
Претпоставља се да је Пожешка жупанија настала већ у 12. веку, пошто прва позната сведочанства о њеном постојању потичу са почетка 13. века. У просторном смислу, обухватала је читаву Пожешку котлину, са суседним делом Посавине. Средиште жупанијске управе било је у граду Пожеги. Средњовековна Пожешка жупанија није припадала Бановини Славонији, већ је непосредно убрајана међу угарске жупаније.
Око 1250-1255. године, жупанијско средиште - град Пожега, био је у власништву Матилде, удовице сремског господара Јована Анђела.
Тешко је пострада на почетку 16. века у време турског продора, када је читаво подручје ове жупаније потпало под турску власт. На том простору, Турци су створили Пожешки санџак. Након обнављања Српске патријаршије (1557), на простору између Саве и Драве је створена Пожешка епархија. Турска власт је са тог подручја протерана у време Бечког рата (1683-1699), након чега је пожешко подручје стављено под војну и коморску управу Хабзбуршке монархије.
Током прве половине 18. века, питање о обнови жупанијског уређења у ослобођеним областима покретано је у више наврата, а тим поводом су до изражаја дошла настојања хрватских сталежа да се и некадашња Пожешка жупанија прикаже као једна од бивших жупанија средњовековне Бановинне Славоније, којој поменута жупанија није припадала, пошто је тада била саставни део уже Угарске.
Упркос томе, Пожешка жупанија је 1745. године обновљена управо као једна од "славонских" жупанија, али без посавског подручја, које је остало у саставу Славонске војне крајине. На подручју ове жупаније и у суседним крајишким областима и даље је живео значајан број Срба.
Током 1873. године извршено је развојачење свих регименти у саставу хрватске и славонске војне крајине, али те области нису одмах прикључене Краљевини Хрватској и Славонији, већ су добиле посебну земаљску управу, која се делила на шест крајишких окружја, међу којима су била и два посавска окружја, Градишко и Бродско, која су настала развојачењем дотадашњих регименти Градишке и Бродска. Тек 1881. године, сва крајишка окружја прикључена су Краљевини Хрватској и Славонији, која је тиме добила границу на рекама Уни и Сави. У оквирима проширене Краљевине, прикључена окружја наставила су да постоје све до 1886. годинне, када је жупанијско уређење протегнуто и на те просторе. Тада је су поменута окружја, Градишко и Броско, укључена у састав Пожешке жупаније, која је тиме изашла на реку Саву.
Такво стање опстало до 1918. године, када је створена Краљевина Срба, Хрвата и Словенаца. Као административна јединица, Наставила је да постоји као административна јединица све до увођења нове обласне организације (1921-1924), када је ушла у састав Осјечке области.

## Географија
Жупанија је граничила с Босном и Херцеговином која је била под заједничком аустроугарском управом, те са жупанијама Загребачком, Бјеловарско-крижевачком, Вировитичком и Сремском које су припадале Хрватско-славонском краљевству. Протезала се уз северну обалу реке Саве, а око 1910. покривала је површину од 4.933 км².

## Становништво
Према попису из 1910, ова је жупанија бројала 265.272 становника који су говорили следећим језицима:
- Хрватски језик: 142.616
- Српски језик: 66.783
- Мађарски језик: 16.462
- Немачки језик: 13.143
- Словачки језик: 3.352
- Русински језик: 2.888

## Административна подела
Почетком 20. века, Пожешка жупанија била је подељена на следеће котареве:
| Котареви              | Котареви                   |
| Котар                 | Средиште                   |
| --------------------- | -------------------------- |
| Брод                  | Брод, данас Славонски Брод |
| Дарувар               | Дарувар                    |
| Новска                | Новска                     |
| Пакрац                | Пакрац                     |
| Пожега                | Пожега                     |
| Нова Градишка         | Нова Градишка              |
| Муниципални градови   |                            |
| Брод (Славонски Брод) |                            |
| Пожега                |                            |